# 디젤 배기가스

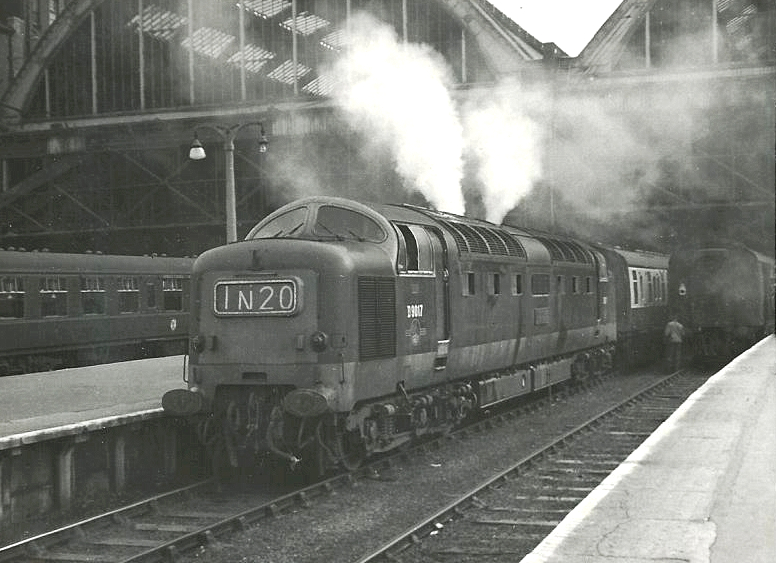
기차의 디젤 엔진에서 뿜어져 나오는 배기가스

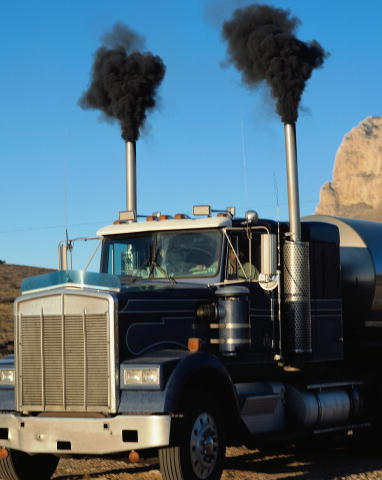
대형 트럭의 디젤 배기가스

디젤 배기가스(Diesel exhaust)는 디젤 기관에서 연료를 연소한 후 배출하는 가스를 말한다.

## 인체 유해성
디젤 승용차는 '침묵의 살인자'로 불리는 미세먼지와 질소산화물을 뿜어낸다. 암을 유발하는 등 인체에 치명적인 해를 끼쳐 세계보건기구(WHO)에 의해 1급 발암물질로 분류된 물질인 석면과 비소와 같은 1급 발암물질이다. WHO는 2012년 6월 1급 발암물질로 디젤 배출가스 포함시켰다. 디젤 배출가스는 3급 발암물질로 분류됐지만, 프랑스 국제보건기구 산하 암연구국제기구(IARC)가 진행한 연구결과를 바탕으로 1급으로 상향되었다.

## 같이 보기
- 폭스바겐 배기가스 조작
- 1급 발암물질 목록(영어판)